# Belobao
Belobao is een bestuurslaag in het regentschap Lembata van de provincie Oost-Nusa Tenggara, Indonesië. Belobao telt 589 inwoners (volkstelling 2010).